# Anselm Jappe
Anselm Jappe (Bona, 3 de maio de 1962) é um filósofo e ensaísta nascido na Alemanha. Fez seus estudos em Itália e em França, onde vive atualmente. Além de inúmeros artigos nas revista alemã Krisis, é autor do livro Guy Debord sobre a vida e a obra do pensador e ativista francês (publicado no Brasil pela editora Vozes). Recentemente publicou o livro As Aventuras da Mercadoria (pela Editora Antígona de Lisboa) que reconstrói a trajetória filosófica e política da crítica do valor. Outras publicações recentes de Jappe são os títulos "Violência, mas pra que?" e "Credito à morte", ambos construídos com ensaios publicados por ele em revistas francesas. Esses títulos foram publicados em português, no Brasil, pela editora Hedra.